# 戸叶里子
戸叶 里子（とかの さとこ、1908年11月29日 - 1971年11月7日）は、日本の政治家。位階は正三位勲一等、勲章は瑞宝章。日本社会党選出の衆議院議員。

## 人物
長野県東筑摩郡里山辺村（現松本市）に、尋常高等小学校校長吉田頼吉の二女として生まれる。1929年に同志社女子専門学校（現・同志社女子大学）を卒業すると、上京して国際連盟東京事務所に勤務する。
1930年朝日新聞記者の戸叶武（元参議院議員）と結婚。翌1931年から、河上丈太郎の妻・末子が開いた勤労者のための英語教室「愛宕塾」で教師を務める。1939年青蘭女子商業学校で英語教師。
1940年朝日を退職した夫に伴い上海に渡り、福家俊一が社長を務めていた「大陸新報」の記者となる。2年後に帰国、戦災に遭ってからは夫の郷里である栃木県宇都宮市に移転していた。
戦後、武は橋本登美三郎らとともに「日本民党」を結成し、国政進出の準備を進めていたが、1942年の翼賛選挙で中野正剛らの「東方会」から出馬していた前歴がたたり、公職追放された。里子は武から説得され、身代わりで1946年の第22回衆議院議員総選挙に日本民党公認で栃木全県区（当時）から立候補し、最高点で当選。日本初の女性代議士の一人となる。以後連続11回当選。後に日本社会党に入党、河上丈太郎派に所属する。
大蔵大臣：泉山三六による『国会キス事件』では、『議場内粛正に関する決議』の提案者となり、決議を採択させた。
売春防止法制定に尽力する一方、1960年の安保国会では飛鳥田一雄・石橋政嗣・岡田春夫らとともに「安保7人衆」の一人として政府追及の先頭に立った。長く衆院外務委員を務め、「社会党内閣が発足したら外務大臣」の呼び声も高かった。
彫りの深い美貌と自らを厳しく律するストイックな姿勢で、根強い個人人気があった。1970年12月には女性議員として初の党代議士会長に就任、1971年3月には25年の永年勤続表彰を受けた。しかしながら同年8月、過労から持病の腎臓病が悪化して国立東京第一病院（現:国立国際医療研究センター）に入院。同年11月7日に病状が悪化して死去した。62歳没。翌8日、特旨を以て位記を追賜され、正三位勲一等に叙され、瑞宝章を追贈された。通夜、密葬は築地本願寺で行われた。追悼演説は、同月11日の衆議院本会議で小平久雄により行われた。

## 批判

### シベリア抑留問題への対応
シベリア抑留問題では未だ1000人余の未帰還者がいる状況であった1955年に超党派の訪ソ議員団が結成され、このうち社会党左派の議員のみハバロフスクの戦犯収容所への訪問がソ連側から許された。戸叶も参加したこの視察はすべてソ連側が準備したもので、「ソ連は抑留者を人道的に扱っている」と宣伝するためのものであった。
一方、抑留者らは議員の来訪を察知し、営倉入りを覚悟の上でサボタージュを行い、議員との面会にこぎつけた。なお、以前に行われた高良とみの収容所訪問では健康な者は営外作業に出され、重症患者は別の病院に移されるなどの収容所側による工作が行われ、高良の他の収容者はどうしたのかとの問いに対し、所長は「日曜日なのでみな魚釣りか町へ映画を見に行った」と答えている。
議員らに対し収容者を代表して挨拶を行った尾崎清正元中尉は決死の覚悟で窮状を訴え、数人がこれに続いた。これに対し、かつて「シベリア天皇」と呼ばれ「民主運動」指導者として吊し上げを主導し、派閥抗争の煽りで収容所にいるものの特別扱いを受けている浅原正基が発言をしようとして他の収容者から野次や怒号を浴びた。騒然とした様相に視察団は呆然としていたが、団長の野溝勝が「思想は思想で戦うようにし、同胞はお互いに仲良くしてください」とお茶を濁した。
さらに戸叶は炊事場を視察し大鍋にあったカーシャを舐めて「こんな臭い粥を、毎日食べておられるのですか」と炊事係に小声で聞いたという。しかし、戸叶・野溝両議員は帰途香港で記者会見を行い、「戦犯"たちの待遇は決して悪くはないという印象を受けた。一日八時間労働で日曜は休日となっている。食料は一日米三百グラムとパンが配給されており、肉、野菜、魚などの副食物も適当に配給されているようで、栄養の点は気が配られているようだった」と、視察で知った事実とは異なる内容を語った。
視察団は日本人抑留者から家族への手紙を託されていた。同時に、国民や議員に宛て、同胞への仕打ちに憤慨してソ連将校を斧の峰で殴り営倉に入れられた仲間の釈放のための外交努力と、収容所の窮状を訴えるとともに、将来の日本の国策のためならば、祖国のためにこの地に骨を朽ちさせても悔いはないとする収容者らの決意を認めた7通の手紙も手渡されていた。しかし、社会党議員らはこれら7通の手紙を握りつぶし、議員団団長である北村徳太郎への報告もしなかった。抑留者らが帰国後に新聞へ投書したことから虚偽が発覚し、野溝らは海外同胞引揚及び遺家族援護に関する調査特別委員会で追及を受けている。